# Robert Bakewell
Robert Bakewell (Dishley Grange, Leicestershire, 23 de maio de 1725 — Dishley Grange, 1 de outubro de 1795) foi um cientista agrário inglês, hoje reconhecido como uma das figuras mais importantes da Revolução Agrícola Britânica. Além de trabalhar em agronomia, Bakewell é particularmente notável como o primeiro a implementar a criação seletiva sistemática de gado. Seus avanços não só levaram a melhorias específicas em ovinos, bovinos e cavalos, mas contribuiu para o conhecimento geral da seleção artificial.

## Biografia
Bakewell nasceu em Dishley Grange, perto de Loughborough em Leicestershire. Seu pai, que nasceu no mesmo local, era um fazendeiro, que arrendava 440 acres de terra. Robert Bakewell, tendo-se qualificado, por experimentos em zootecnia e em criação de gado, visitando fazendas no oeste da Inglaterra e em outras partes do país onde prevaleciam vários modos de procedimentos, assumiu a administração da fazenda devido à enfermidade de seu pai, aproximadamente em 1755, e sucedeu-o após sua morte em 1760. Ele pretendia obter uma melhor raça de ovelhas e bois, acreditando "que você pode fazer com que os animais pesem onde quer que eles pesem". Ele conseguiu produzir uma nova raça de ovelhas (New Leicester) através do melhoramento do primitivo Leicester utilizando intensivamente a seleção, consanguinidade e alimentação adequada transformando-o em um ovino precoce de maior tamanho e boa capacidade de engorde. Esta nova raça "em pouco mais de meio século se espalhou de sua região nativa para todas as partes do Reino Unido, e agora são exportados em grande número para os continentes da Europa e América".
Bakewell conseguiu produzir o gado Dishley, chamado também English Longhorn e produziu uma raça de cavalo de tração negro, notável por sua força, ideal para o trabalho na fazenda, e por sua utilidade no exército. Nessa condição de criador, Bakewell foi o primeiro a exercer o comércio de ovinos em grande escala, e fundou um clube Dishley Society, com a finalidade expressa de assegurar a pureza da raça. Em sua própria produção, os preços subiram com tanta rapidez que, enquanto em 1760 seus carneiros eram alugados por alguns xelins na temporada, em 1770 eles custavam 25 guinéus, e alguns anos depois ele faturava 3 000 guinéus por ano. Em 1785 Bakewell exibiu um cavalo preto famoso por alguns meses em Londres; previamente Bakewell o exibiu no pátio do Palácio de St. James para o rei Jorge III. Muitas das noções atuais sobre como cuidar bem dos animais foram antecipadas por Bakewell, seu gado era tratado com acentuado carinho, suas ovelhas eram mantidas tão limpas como cavalos de corrida e às vezes colocadas em roupas de proteção, e mesmo seus touros eram notáveis pela obediência e docilidade.
Nos experimentos de Bakewell sobre alimentação e habitação animal, ele foi tão ousado quanto na criação. Permaneceu em primeiro lugar no Reino Unido como um melhorador de pastagens pelo uso da irrigação; inundou seus prados, fazendo um canal de aproximadamente dois quilômetros de comprimento e foi capaz, por meio da irrigação, de colher grama quatro vezes por ano. Empregava piso duplo em seus estábulos, para poder coletar os detritos e diluí-los, a fim de obter adubo líquido. Por conta disso, sua fazenda era visitada como uma curiosidade por todas as classes. A todos eram mostrados os barcos em que se carregavam algumas de suas colheitas; o atracadouro para esses barcos; seu sistema de transporte na fazenda da colheita de nabos por água; as equipes de vacas em vez de bois; sua coleção de esqueletos de animais e de carcaças de animais (em salmoura), para testar onde as raças variavam em osso e carne; e, não havendo uma estalagem próxima, seus visitantes eram hospitaleiramente acolhidos por ele.
Bakewell morreu solteiro e foi enterrado em Dishley. Seu sobrinho, Honeybourn, herdou sua fazenda, que manteve sua boa reputação por mais alguns anos.

## Influência em Darwin
A reprodução seletiva, que Charles Darwin descreveu como seleção artificial, foi uma inspiração para sua teoria da seleção natural. Na Origem das Espécies ele citou o trabalho de Bakewell como demonstrando variação sob domesticação, na qual a criação metódica durante a vida de Bakewell levou a modificações consideráveis nas formas e qualidades de seu gado, e à produção inconsciente de duas linhagens distintas quando dois rebanhos de ovelhas Leicester foram mantidos pelo Sr. Buckley e o Sr. Burgess, “puramente criado a partir da linhagem original do Sr. Bakewell por mais de cinquenta anos” com o resultado imprevisto de que “a diferença entre as ovelhas possuídas por esses dois senhores é tão grande que parecem ser bastante diferentes variedades”.